# Antonio Abellán Peñuela
Antonio Abellán Peñuela, I marqués de Almanzora y jure uxoris, I conde de Algaida (Cuevas del Almanzora, provincia de Almería, Andalucía, 3 de marzo de 1822 - Garrucha, 1903), fue un importante político e industrial almeriense durante el siglo XIX. 

## Trayectoria
De origen noble, estuvo vinculado a una de las familias de propietarios agrarios de la zona desde el Antiguo Régimen y antes del inicio de sus negocios mineros en 1839, su familia y otras familias de Almería, controlaban aproximadamente el 75% de la riqueza agrícola de Cuevas.
Su privilegiada posición de dominio rural le permitió afrontar inversiones en las primeras sociedades mineras de la sierra Almagrera, y así aparecerá como uno de los principales accionistas de la rica Carmen y Consortes y, de un modo más diluido, estará presente en la mina Observación de Ramón Orozco. A través de sus empresas, logró hacerse con el control de la principal fábrica de fundición de la provincia, La Atrevida, así como La Martinene de la Garrucha, convirtiéndose en un importante capitalista y diversificando sus inversiones hacía bienes raíces.  
En 1854 es elegido Alcalde de su pueblo natal, Cuevas de Vera y en 1858 entraría en la política nacional siendo diputado a Cortes por Vera (1858-1863), Almería (1866) y Sorbas (1871-1872) y senador vitalicio del Reino a partir de 1872.
De ideas avanzadas, militó siempre en partidos liberales. Pese a haber militado en la Milicia Urbana y sus ideas liberales de juventud, nunca participó de tesis republicanas en las que pronto se escindió el liberalismo progresista decimonónico y se fue aproximadando a las tesis posibilistas y reformadoras de la Unión Liberal de O’Donnell, a la que perteneció. Tras la caída del Gobierno O'Donnell en 1866, se exilió en Gibraltar junto a otros unionistas a la llegada del general Nárvaez. 
Durante la Revolución de 1868, permaneció fiel a sus ideas monárquicas, no participando en política hasta la llegada de la monarquía de Amadeo I de Saboya, donde aceptaría el cargo de Senador. Tras el fin de esta, la llegada de Alfonso XII le hizo afiliarse al partido monárquico de tendencias más liberales, el Partido Constitucional, siendo Senador desde el año 1872 hasta su muerte. A partir de 1881, su cargo en el Senado sería de carácter vitalicio.
Por sus servicios a la Corona, Amadeo de Saboya le nombraría marqués de Almanzora y Caballero Gran Cruz de la Orden de Isabel la Católica mediante Real Despacho de 5 de septiembre de 1872. Abellán en agradecimiento, obsequió al Monarca con varias piezas de plata que aún hoy se exponen en el Museo Nacional de Roma.
Son armas de los Almanzora, “partido, uno, en plata, tres bandas de gules y bordura de oro, cargada de ocho aspas de gules. Dos, en plata, un avellano de sinople, superado de águila de su color, y al pie, cuatro rostros de moro al natural”
El título de Marqués de Almanzora en su denominación hacía referencia a su palacio en esta localidad que compró en 1860 a Tomasa Álvarez de Toledo y Palafox, hermana del duque de Montalto. El terreno abarcaba 47 cortijos, tres molinos harineros, tres almazaras, los pagos de Almizaraque, Almanzora y Badil y una casa señorial, el Palacio de Almanzora, situado actualmente en el término municipal de Cantoria, que agrandó y reformó hasta convertirlo en un gran palacio de 2.484 metros cuadrados a las órdenes, probablemente, del ingeniero Antonio de Falces (que ya le diseñó varias casas en Cuevas, el real de Vera y Tíjola). El original palacio de Almanzora fue diseñado por Ventura Rodríguez y reformado posteriormente por Abellán, es considerado el principal ejemplo de arte neoclásico de la provincia de Almería. Este Palacio sería vendido a Juan March Ordinas por los herederos del marqués a su muerte .  
Falleció en Garrucha, el 22 de marzo de 1903, siendo enterrado en el Panteón familiar de Cuevas de Almanzora.

## Vida familiar
Casado el 27 de octubre de 1848 con  Catalina Casanova y Navarro, a quien Alfonso XIII concedería el Condado de Algaida,el palacio de Almanzora fue su residencia durante los períodos vacacionales, residiendo de manera permanente durante los últimos años de su vida, hasta su fallecimiento en 1903. Los hijos de este matrimonio fueron:
- Antonio María Abellán y Casanova, II marqués de Almanzora, diputado a Cortes por Almería en 1893 y 1899, nacido en Cuevas el 11 de febrero de 1854, casado con Josefa Calvet y Anglada, natural de Garrucha, hija de Enrique Calvet y Lara y de Carmen Anglada y Ruiz (hermana de Jacinto Anglada y Ruiz, militar, Senador y Diputado e hija a su vez de Jacinto María Anglada Lloret, Senador por Almería en 1843 e importante industrial catalán).[8] Tuvieron tres hijos, (i) Antonio María, Capitán del Regimiento de Cazadores de Alcantara, III Marqués de Almanzora, casado con María Elisa Ramonet Gabriel, hija de los condes de Venadito, sin sucesión, (ii) Enrique, asesinado por el Frente Popular en 1936, casado con Carmen Gobbart y Luque, nieta de Agustín de Luque y Coca, Ministro de la Guerra, Senador Vitalicio del Reino, director general de la Guardia Civil, Gobernador Militar de Santa Clara (Cuba), en cuya descendencia recayeron los títulos de marqués de Almanzora y conde de Algaida, (iii) Josefa casada con Fernando Fernández-Campano y Pérez, Capitán de Caballería del Regimiento de Cazadores de Alcántara, con sucesión[9] y (iv) Catalina Abellán y Calvet, casada con don Alfonso Elola y Espín, militar[10]
- María de los Dolores Abellán y Casanova, II condesa de Algaida, nacida en Vera el 7 de mayo de 1855 y casada con José María Casanova y Palomino, General de Brigada, Gentilhombre de Cámara de Su Majestad, Gran Cruz del Mérito Militar con distintivo blanco, Gran Cruz de la Real Orden de Isabel la Católica y Medalla de Alfonso XII, por méritos de guerra, Gran Cruz de Beneficencia y Gran Cruz del Mérito Agrícola, sin descendencia. Sucedería en su título, y en el de marqués de Almanzora, su sobrino-nieto, José Antonio Abellán y Gobartt, Comandante del Ejército del Aire, casado con María Teresa de Marichalar e Iriarte, hija de Joaquín de Marichalar y Jacoiste Cotton de Bennetot y Tejada, caballero de Malta, de los marqueses de Marichalar, y María Teresa Iriarte y Mateo.[11]